# Chlamydodontidae
Famille
Les Chlamydodontidae sont une famille de Ciliés de la classe des Cyrtophoria et de l’ordre des Chlamydodontida.

## Étymologie
Le nom de la famille vient du genre type Chlamydodon, composé du préfixe chlamy- « cape, manteau » (du grec χλαμυ / chlamy, « qui porte une chlamyde », un manteau porté en Grèce antique), et de -odon (du grec ancien ὀδών / odōn, dent), littéralement «  manteau denté ».

## Liste des genres
Selon GBIF (4 décembre 2022) :
- Chlamidodon
- Chlamydodon Ehrenberg, 1835 genre type
- Cyrtophoron Deroux, 1975
- Paracyrtophoron Chen, Hu, Gong, Al-Rasheid, Al-Farraj & Song, 2012

## Systématique
Le nom valide de ce taxon est Chlamydodontidae Stein, 1859.
Kahl (1931) rapproche cette famille de celle des Nassulidae de Fromentel, 1874, dans laquelle il met notamment le genre Chilodontopsis  Blochmann, 1895 (depuis dans la famille des Scaphidiodontidae).